# Lunare Zeitskala

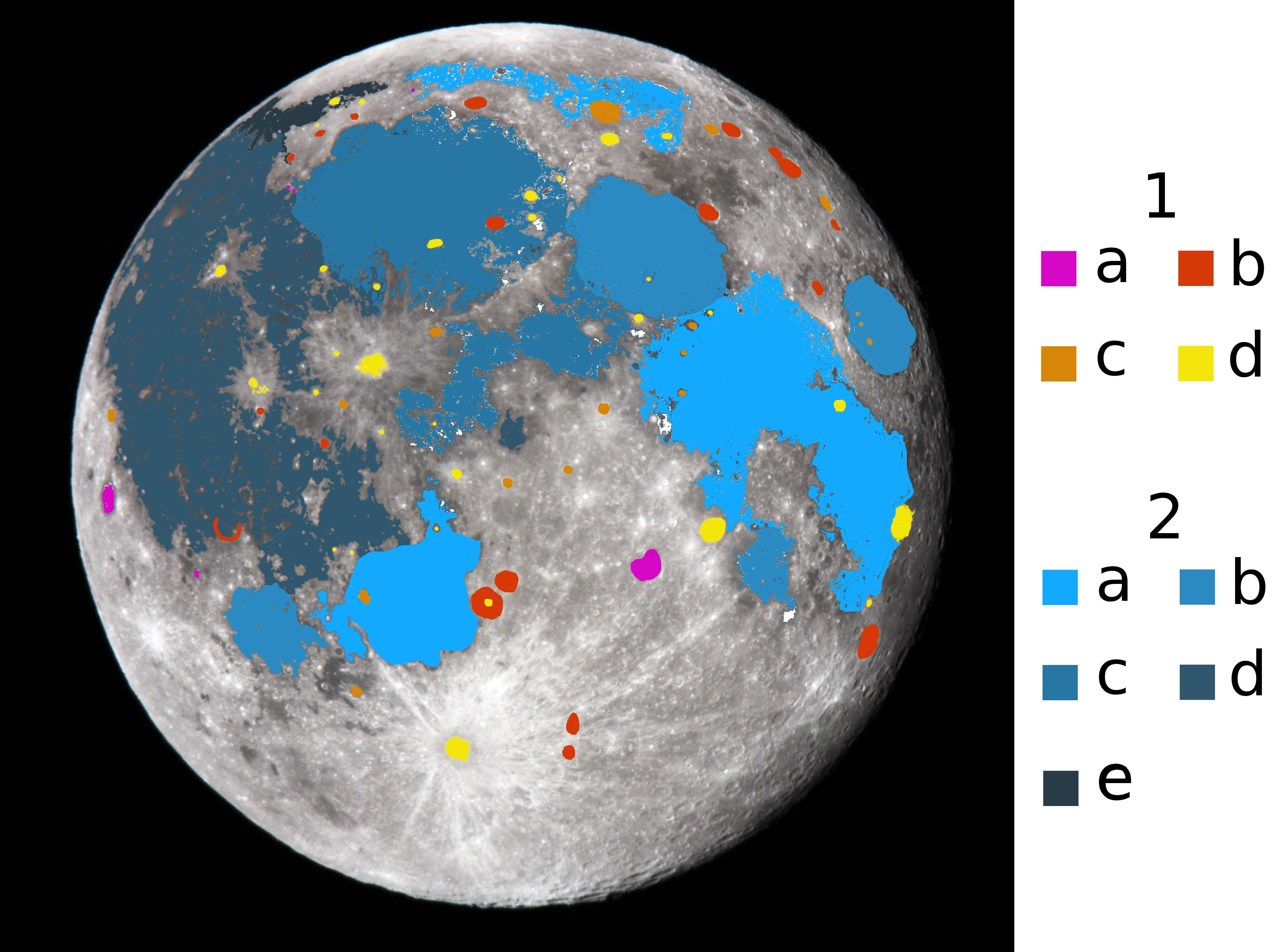
Mondvorderseite mit Alter der Strukturen:
Krater: 1a – Nektarisch, 1b – Imbrisch, 1c – Eratosthenisch, 1d – Kopernikanisch
Mare: 2a – Pränektarisch, 2b – Nektarisch, 2c – Frühimbrisch, 2d – Spätimbrisch, 2e – Eratosthenisch

Die lunare Zeitskala teilt die Formung der Oberfläche des Mondes in sechs Zeitalter oder Perioden ein, deren Anfang und Ende sich an bestimmten Ereignissen fest machen. Die absoluten Datierungen wurden mit Hilfe der von den Apollo-Astronauten mitgebrachten Proben von Mondmaterial gewonnen. Aufgrund dieser Datierung konnten durch Zählungen der Kraterhäufigkeit weitere Datierungen gewonnen werden.
Durch gegenseitige Überlagerung von Strukturen erhält man zusätzlich relative Datierungen, z. B. ist ein kleinerer Krater innerhalb eines größeren Kraters offensichtlich jünger.
| Zeitalter                  | Periode                    | ≈ Alter (mya) |
| -------------------------- | -------------------------- | ------------- |
| Kopernikanisches Zeitalter | Kopernikanisches Zeitalter | 1.000–0       |
| Eratosthenisches Zeitalter | Eratosthenisches Zeitalter | 3.150–1.000   |
| Imbrisch                   | Spät-imbrische Periode     | 3.800–3.150   |
| Imbrisch                   | Früh-imbrische Periode     | 3.850–3.800   |
| Präimbrisch                | Nektarische Periode        | 3.920–3.850   |
| Präimbrisch                | Pränektarische Periode     | 4.600–3.920   |

## Präimbrisches Zeitalter
In vielen Hochländern des Mondes können Planetologen derzeit noch nicht zwischen nektarischem und pränektarischem Material unterscheiden, deshalb werden diese Gesteine häufig unter der Bezeichnung „präimbrisch“ zusammengefasst.

### Pränektarische Periode
Die pränektarische Periode dauerte von der Entstehung des Mondes bis zu dem Einschlag, der das Mare Nectaris formte, dauert also von vor 4.600 bis vor 3.920 Millionen Jahren.

### Nektarische Periode
Die nektarische Periode beginnt mit dem Mare-Nectaris-Einschlag und endet mit dem Einschlag, der das Mare Imbrium formte, dauert also von etwa 3.920 bis 3.850 Millionen Jahre vor heute.

## Imbrisches Zeitalter

### Früh-imbrische Periode
Die früh-imbrische Periode beginnt mit dem Einschlag, durch den das Mare Imbrium entstand (vor etwa 3.850 Millionen Jahren), und endet mit der Entstehung des Mare Orientale. Die Entstehung des Mare Orientale ist nicht sicher datiert. In Frage kommt ein Zeitraum zwischen 3.840 und 3.720 Millionen Jahren vor heute.

### Spät-imbrische Periode
Die spät-imbrische Periode beginnt mit der Entstehung des Mare Orientale und endet mit der Flutung der Marebecken mit aufgeschmolzenem Basalt vor etwa 3.150 Millionen Jahren.

## Eratosthenisches Zeitalter
Im  Erathostenischen Zeitalter wird der Vulkanismus des Mondes langsam schwächer.
Es ist nach dem Mondkrater Eratosthenes benannt, dessen Entstehung den Beginn des Zeitalters vor etwa 3.150 Millionen Jahren markiert.
Am Ende des Zeitalters vor etwa 1.100 Millionen Jahren findet kein nennenswerter Mondvulkanismus mehr statt.

## Kopernikanisches Zeitalter
Das Kopernikanische Zeitalter ist die Zeit der Entstehung der hellen Strahlenkrater, für die der Krater Copernicus ein markantes Beispiel ist. Die Entstehung des Copernicus vor ca. 800 Ma definiert aber nicht den Beginn des Zeitalters. Es dauert von vor etwa 1.100 Millionen Jahren bis heute. In diesem Zeitalter hat der Mondvulkanismus weitgehend sein Ende gefunden.